# Línea 564 (Lomas de Zamora)
La línea 564 pertenece al partido de Lomas de Zamora, Argentina, y discurre en un breve tramo por el partido de Almirante Brown, siendo operada por Expreso Villa Galicia - San Jose S.A. Sus unidades cuentan con SUBE.

## Recorridos[2]

### Ramal 3 Lomas - Temperley (ex-Ramal 3 de laLínea 266)
- IDA: De Estación Lomas de Zamora por Balcarce - Cerrito - Anatole France - Cangallo - Boston - Ravel - El Churrinche - Kant - El Zorzal - San Cristóbal - ALMIRANTE BROWN - Santa Ana - Gaboto - El Hornero - Virrey Vértiz - LOMAS DE ZAMORA - Tarija - Cabred - Triunvirato - Av. Alte Brown - Conscripto Bernardi - Garcia del Río - Fray J. S. María de Oro hasta Estación Temperley
- VUELTA: De Estación Temperley por Cangallo - Angel Gallardo - Stea - lndalecio Gómez - Carabelas - Tarija - ALMIRANTE BROWN - Virrey Vértiz - El Hornero - Gaboto - Santa Ana - LOMAS DE ZAMORA - San Cristóbal - La Golondrina - Río Negro - El Zorzal - Kant - El Churrinche - Ravel - Boston - Rivadavia - Anatole France - Cerrito - Fonrouge - Av. Alsína hasta Estación Lomas de Zamora.

### Ramal 9 Lomas - Barrio Santa Rosa
IDA: Desde Estación Lomas de Zamora por Balcarce - Arenales - Pedernera - Roldan - Sigmund Freud - Revolución de Temperley - La Madreselva - Dr. Carlos Collivadino - El Tala - Portugal - El Trébol - Hungría - Las Casuarinas - Anchoris - Pablo Podestá - El Cardenal - Av. Donato Álvarez - El Zorzal - Monteros - El Churrinche hasta Lules.
REGRESO: Desde Lules y Churrinche por Lules - La Golondrina - Monteros - El Zorzal - Av. Donato Álvarez - Av. Eva Perón - Podestá - El Cardenal - Podestá -Anchoris - Las Casuarinas - Hungría - El Trébol - Portugal - El Tala - Dr. Carlos Collivadino - La Madreselva - Revolución de Temperley - Freud - Roldán - Pedernera - Arenales - Fonrouge - Av. Alsina hasta Estación Lomas de Zamora.